# Keurvorstendom Würzburg
Het keurvorstendom Würzburg was een keurvorstendom binnen het Heilige Roomse Rijk van 1803 tot 1806 toen het rijk afgeschaft werd.
Het grootste deel van het prinsbisdom Würzburg werd door paragraaf 2 van de Reichsdeputationshauptschluss van 25 februari 1803 aan het keurvorstendom Beieren toegewezen.
Op 30 juni 1803 werd het Hauptlandesvergleich met Pruisen gesloten, waarbij grenscorrecties plaatsvonden. De ambten Bibart en Iphofen-Birklingen werden afgestaan aan het Pruisische vorstendom Bayreuth. Op 19 december 1805 annexeerde Beieren de gebieden van de Rijksridderschap die als enclaves binnen het vorstendom lagen.
In artikel 11 van de Vrede van Presburg van 26 december 1805 verplichtte Frankrijk zich om Beieren zijn aandeel in Würzburg af te laten staan aan Ferdinand III van Toscane als een nieuw keurvorstendom. Ferdinand kreeg Würzburg als compensatie voor het verlies van het keurvorstendom Salzburg, dat verdeeld werd onder Oostenrijk en Beieren.
Op 1 februari 1806 volgde de aftocht van Beierse bestuur. Beieren trok zich echter alleen terug uit het gebied dat oorspronkelijk deel uitmaakte van het prinsbisdom, maar handhaafde zijn bestuur in de voormalige rijksstad Schweinfurt, de voormalige rijksdorpen Sennfeld en Gochsheim, de abdij Ebrach, de gebieden van de Duitse Orde en de Rijksridderschap.
De nieuwe keurvorst hield op 1 mei 1806 zijn intocht in de hoofdstad.
De keurvorst van Würzburg behoorde niet tot de ondertekenaars van de Rijnbondakte op 12 juli 1806 en bleef dus trouw aan zijn broer keizer Frans II. Pas nadat de keizer de kroon van het Rijk op 6 augustus 1806 had neergelegd en het Heilige Roomse Rijk had opgehouden te bestaan, trad Ferdinand op 25 september 1806 tot de Rijnbond toe. Het keurvorstendom werd daardoor het groothertogdom Würzburg.